# К-316
К-316 — советская атомная подводная лодка проекта 705 «Лира». Построена в 1969—1978 годах, служила в составе 6-й дивизии подводных лодок Северного флота, исключена из состава в 1990 году.

## История строительства
Экипажи атомной подводной лодки К-316 начали формироваться ещё до её закладки, основной экипаж был сформирован к началу февраля 1967 года, первым командиром стал капитан 1-го ранга И. А. Страхов. Второй экипаж был сформирован в 1968 году как 313-й экипаж АПЛ проекта 705 и не всегда имел привязку именно к своему кораблю.
К-316 была заложена 26 апреля 1969 года на Ново-Адмиралтейском заводе в Ленинграде под заводским номером 905, ответственный сдатчик — Мельников Евгений Павлович. В 1969 году основной экипаж закончил обучение в 93-м учебном центре ВМФ (Палдиски) и прибыл в Ленинград следующие годы проведя в изучении строящегося корабля и повышении квалификации. Весной 1974 года экипаж прошёл стажировку на кораблях 33-й дивизии подводных лодок.
В 1973—1976 годах старшим помощником командира К-316 служил А. И. Антонов, проявивший себя наилучшим образом в организации постройки и приёмки корабля. В дальнейшем Антонов служил командиром 46-го экипажа АПЛ проекта 705. После перевода в секретную войсковую часть удостоен звания Героя Советского Союза.
К-316 была спущена на воду ночью 25 июля 1974 года, в присутствии большого числа людей на набережных Невы, замаскированная под лодку проекта 641. Для сокращения обзора со стороны Васильевского острова к набережной лейтенанта Шмидта были пришвартованы плавучий кран и судно энергообеспечения.
12 июня 1975 года на лодке начались швартовные испытания. В 1976 году командиром основного экипажа назначен Анатолий Фёдорович Загрядский. В октябре 1977 года К-316 в плавучем доке была переведена внутренними водными путями в Северодвинск, установлена на достроечной базе на территории ЦС «Звёздочка», достроечный заводской номер 01675. В феврале 1978 года лодка прошла швартовные испытания, летом того же года — заводские ходовые испытания, а осенью — государственные испытания. 30 сентября 1978 года подписан приёмный акт.

## История службы
30 октября 1978 года на К-316 был поднят военно-морской флаг. 23 ноября лодка после прибытия к месту постоянного базирования в Западную Лицу была зачислена в состав 6-й дивизии подводных лодок Северного флота. 3 марта 1979 года на К-316 начата учебная подготовка, 25 мая лодка со 168-м экипажем (второй экипаж АПЛ К-123) вошла в состав сил постоянной готовности.
В 1979 году К-316 с основным экипажем (командир А. П. Бойко) выполнила боевую службу в Атлантическом океане, старший на борту — командир дивизии В. В. Волков. По итогам года заняла первое место по боевой подготовке среди подводных лодок 1-й флотилии.
4 сентября 1980 года во время перехода на ремонт в Северодвинск со вторым (313-м) экипажем на борту К-316 имея полный ход и глубину погружения 100 метров из-за навигационной ошибки направилась в сторону берега. Столкновение удалось предотвратить, подводная лодка всплыла в 16 кабельтовых от берега, повреждений не получила.
Летом 1981 года лодка с основным экипажем выполнила боевую службу в Атлантике, в том числе поучаствовав в учениях «Север-81». С октября 1981 по февраль 1982 года прошла доковый ремонт. В 1982 году выполнила третью боевую службу.
В сентябре 1982 года во время учебного выхода в море 46-го экипажа АПЛ проекта 705 (второй экипаж АПЛ К-373) под командованием М. В. Грогуленко на борту К-316 (старший на борту — командир экипажа К-316 А. П. Бойко) из-за ошибки личного состава через открытый водоотливной кингстон был затоплен турбинный отсек, лодка чуть не утонула, но смогла всплыть и возвратиться на базу.
В апреле 1983 года вместе с тремя другими АПЛ проекта 705(К) приняла участие в учениях «Океан-83». В том же году выполнила боевую службу со вторым (313-м) экипажем, обеспечивала высокоширотный поход стратегической АПЛ ТК-208. На завершающем этапе похода, когда лодка ещё находилась под арктическими льдами, произошло возгорание электрического распределительного щита в центральном посту. Пожар был быстро ликвидирован, возникшее сильнейшее задымление с опасным содержанием угарного газа было устранено в течение трёх суток без всплытия, для чего активно использовались имеющиеся средства фильтрации и регенерации воздуха, экипаж всё это время находился в средствах защиты дыхания. Пострадавших не было, доклад об аварии не делался, лодка получила отличную оценку за выполнение задач боевой службы, а ценный опыт о способах и режимах регенерации воздуха после пожара был подробно изучен руководством дивизии.
В 1984 году К-316 выполнила боевую службу с основным экипажем.
28 ноября 1984 года в ходе предпоходовой подготовки произошло разрушение паропровода с поступлением большого количества пара в реакторный отсек.
25 декабря 1984 года К-316 вышла на боевую службу с 46-м экипажем (А. С. Богатырёв), но в тот же день на лодке была обнаружена течь питательной воды второго контура реактора и вдобавок вышел из строя один из двух испарителей, пополнявших запас этой воды. Для ремонта лодка ночью всплыла в надводное положение, запас питательной воды составлял 3 тонны, затем 1,5 тонны вместо минимально допустимых для работы реактора 4 тонн. Испаритель удалось запустить, но следом был залит волнами дизель-генератор и стали протекать два главных паровых клапана. По совокупности неисправностей экипажем было принято решение прервать боевую службу, и 27 декабря К-316 вернулась на базу. В результате последовавших флотских и партийных разбирательств официальную вину за возникновение неисправностей возложили на экипаж, хотя командир 6-й ДиПЛ О. М. Фалеев счёл действия подводников правильными и героическими, а заместитель командующего Северным флотом Ф. Н. Громов, к которому командир был отправлен на пересдачу учебных задач, восстановил допуск росчерком пера. В январе-феврале 1985 года К-316 выполнила боевое дежурство с 46-м экипажем (командир — А. С. Богатырёв). Летом 1985 года комиссия представителей промышленности и научных институтов признала действия экипажа правильными и внесла изменения в руководящие инструкции.
В декабре 1987 года К-316 выведена из состава сил постоянной готовности, передана 592-му техническому экипажу. Причиной вывода лодки из эксплуатации стала течь в парогенераторе.
В августе 1988 года переведена в Гремиху вместе с основным и техническим экипажами, прикомандирована к 17-й дивизии подводных лодок. В январе-феврале 1990 года произведена выгрузка отработанного ядерного топлива из жидкометаллического реактора — впервые в истории ВМФ СССР, в апреле переведена на буксире в Западную Лицу, исключена из состава флота, поставлена на отстой, в 1991 году в связи с переводом 6-й ДиПЛ к новому месту базирования К-316 была организационно передана 33-й дивизии подводных лодок. В июне 1991 года основной и технический экипажи были объединены, в июле 1992 года был расформирован второй (313-й) экипаж.
В 1992 году переименована в Б-316, в июне 1995 года отбуксирована в Северодвинск на «Севмаш» для утилизации, 31 декабря расформирован основной экипаж.
До 1996 года Б-316 была утилизирована, одноотсечный блок «заводской номер 905» несколько лет хранился на плаву, затем был установлен на берегу в пункте долговременного хранения радиоактивных отходов в Сайда-Губе.

## Командиры

### Основной экипаж
- 1967—1976: И. А. Страхов
- 1976—1979: А. Ф. Загрядский[15]
- 1979—1982: А. П. Бойко
- 1982—1991: В. И. Рогожин
- 1992—1993: В. А. Семьянских
- 1993—1995: А. К. Суворов

### Второй (313-й) экипаж
- 1968—1974: В. Я. Волков (впоследствии стал первым командиром 6-й ДиПЛ)
- 1974—1976: А. Ф. Загрядский
- 1976—1980: Н. Б. Аверочкин
- 1980—1983: В. Т. Прусаков
- 1983—1988: Я. М. Ананин
- 1988—1990: А. В. Козлов
- 1990—1991: А. С. Болдырев

### 592-й технический экипаж
- 1983—1987: Е. В.Апостолов
- 1987—1988: В. А. Власенко
- 1988—1991: В. П. Антипов